# 三野町芝生
三野町芝生（みのちょうしぼう）は、徳島県三好市の町名。郵便番号は771-2304。

## 地理
北から東は三野町太刀野山、西は三野町勢力、南は吉野川を挟んで三好郡東みよし町にそれぞれ接する。東境を河内谷川が南流し吉野川に注ぐ。
旧三野町の中心地に当たり、旧町役場には三好市役所三野支所が置かれている。

### 河川
- 吉野川
- 河内谷川

### 小字
- 上西
- 上東
- 坂ノ上
- 中西
- 仲町
- 西新町
- 西町
- 東町
- 本町
- 門所

## 歴史
- 2006年（平成18年）3月1日 - 三好郡三野町が池田町・山城町・井川町・東祖谷山村・西祖谷山村と合併して三好市が発足し、現在の町名となる。

## 世帯数と人口
2021年（令和3年）11月30日現在の世帯数と人口は以下の通りである。
| 町丁       | 世帯数  | 人口    |
| ---------- | ------- | ------- |
| 三野町芝生 | 619世帯 | 1,380人 |

## 小・中学校の学区
市立小・中学校に通う場合、学区は以下の通りとなる。
| 番地 | 小学校             | 中学校             |
| ---- | ------------------ | ------------------ |
| 全域 | 三好市立芝生小学校 | 三好市立三野中学校 |

## 施設

### 公共施設
- 三好市役所三野支所
- 三好市三野体育館
- 三好市健康とふれあいの森

### 教育機関
- 三好市立三野中学校
- 三好市立芝生小学校

### 社寺
- 勢力神社
- 武大神社
- 長好寺
- 来迎寺

### その他
- 芝生城址

## 交通

### 鉄道
- 地内に鉄道はなく、最も最寄駅はJR徳島線の江口駅である。

### 道路
高速道路
- 徳島自動車道

都道府県道
- 徳島県道12号鳴門池田線
- 徳島県道262号芝生中庄線

### 橋梁
- 東三好橋 - 吉野川。徳島県道262号芝生中庄線。